# توفيق قريرة
توفيق بن عزالدين قريرة (مواليد 3 أغسطس 1965) كاتب قصصي وأستاذ التعليم العالي في النحو واللسانيات بالجامعات التونسية.

## حياته
ولد يوم 3 أغسطس 1965  بالمنصورة، وهي قرية جبلية بالشمال الفربي التونسي التابعة لمحافظة سليانة.
زاول تعلمه الابتدائي بالمدرسة الابتدائية ببرقو، والثانوي بالمعهد الثانوي بسليانة (الباكالوريا آداب: 1985)؛ وبدار المعلمين العليا بسوسة زاول تعلمه العالي في اختصاص اللغة و الآداب العربية (الأستاذية: 1989). 
حصل على شهادة الدكتوراه في اختصاص اللسانيات العربية عام 1999 من جامعة منوبة بتونس، وعلى شهادة التأهيل الجامعي عام 2006 من الجامعة نفسها. يدرس بالجامعات التونسية اختصاص اللغة واللسانيات منذ عام 1993.

## مؤلفاته
1. الدراسات - فنّ القول عند المتنبي. البنية ـ الصورة (بالاشتراك)، دار سعيدان للنشر، سوسة، تونس، 1992.
2. كيف أشرح النص الأدبي؟. دار قرطاج، تونس، 1996 .[2]
3. المصطلح النحوي و تفكير النحاة العرب. كلية الآداب (منوبة) ودار محمد على للنشر صفاقس ـ تونس، 2003.[3]
4. العرفاني في الاصطلاح النحوي العربي. كلية الآداب والفنون والإنسانيات (منوبة)، تونس 2007.[4]
5. الاسم والاسمية والأسماء في اللغة العربية - مقاربة نحوية عرفانية. مكتبة قرطاج للنشر والتوزيع، صفاقس، تونس، 2011.[5]
6. قرمشة العلوم. دار العالم العربي للنشر والتوزيع، الإمارات، 2011.[6]
7. خوف. دار فضاءات للنشر والتوزيع، عمّان، الأردن، 2011.[7]
8. الشعرية العرفانية - مفاهيم وتطبيقات على نصوص شعرية قديمة وجديدة. مخبر تجديد مناهج البحث والبيداغوجيا في الإنسانيات - كلية الآداب والعلوم الإنسانيّة بالقيروان، تونس، 2015.[8]
9. اللسانيات في دوحة العربية. الدار التونسية للكتاب، تونس، 2016.[9]

## روابط خارجية
- توفيق قريرة على موقع أرشيف الشارخ.